# Mitose
Mitose (Almindelig celledeling) er celledeling i f.eks. menneskekroppen (undtagen sædceller og æg), som resulterer i celledeling ved to datterceller med identiske kromosomværdier som cellen. Mitose kaldes også for vækstdeling, da mitosen fører til vækst i vævet. Mitose er altså ukønnet formering.

## Cellens livscyklus
Cellens livscyklus er bestående af følgende to faser.
- Interfasen: Fase, som cellen tilbringer størstedelen af sin funktionstid i. Fasen består af G1-fasen, G0-fasen, S-fasen og G2-fasen.
- M-fasen: Fase hvor cellen laver mitose. Fasen består af Profasen, Metafasen, Anafasen, Telofasen og Cytokinesen.

## Interfasen
Interfasen er den fase, som cellerne befinder sig i, det meste af cellens funktionstid. Interfasen er også fasen hvor cellen kopierer sin DNA inden deling ved mitose. Fasen består af G1- fasen, G0-fasen, S-fasen og G2-fasen.
G1-fasen: Vækstfasen, der dannes flere mitokondrier, ribosomer og nødvendige cellestrukurer, Særlige signalstoffer kan medføre, at cellen skifte til næste fase.
G0-fasen: Udfører særlige funktioner i kroppen. Det voksne menneskes cellers, fase tilstand. Udefra kommende signaler kan medføre, at cellen forberedes på deling ved S-fasen.
S-fasen: DNA replikation og en kromosom duplikering.
G2-fasen: Cellen gør sig klar til mitosen mens den vokser.
Undervejs er der de såkaldte "restricted checkpoints" ved G1 og G2. Ved slutningen af G1 gennemgår cellen de vigtigste forudsætninger for yderligere forsættelse af interfasen mod celledeling. Hertil har den også mulighed her for enten at specialisere sig eller begå celledød (apoptose). Ved afslutningen af G2 undersøger cellen for fejl i DNA'et.

## M-fasen (Mitose)
M-fasen er selve mitosen. Den består af profasen, metafasen, anafasen, telofasen og interfasen. De har hver sine specifikke særtræk for mitosen. Den afslutter i en cytokinese, med undtagelser såsom muskelceller. Konceptet er at en celle vil dele sig til to datterceller. Vigtigste at huske er, at vores DNA fra interfasen er i "kromatid form".

### 1) Profasen
Kromatiderne ruller sig sammen til kromosomer og bliver synlige (kondenseres). Cellekernekappen begynder at opløses sammen med kernen. Centrosomer begynder at bevæge sig mod polerne.

### 2) Metafasen
Centrosomerne udgøres af mikrotubuli og centrioler. Mikrotubuli (tentrådene) tager fat i kromosomerne fra begge poler. Så vil søster kromatiderne holdes fast til metafaseplanet, dvs. ækvator af det hele så de ligger i midten. Kromosomerne er mest kondenserede her.

### 3) Anafasen
Søster kromatiderne splittes ved at mikrotubuli forkortes mod hver sin egen pol.

### 4) Telofasen
Nu er de ved hver deres pol og man har et komplet sæt kromosomer. Samtidig med at telofasen modvirker alt fra profasen ved dekondensering.

### 5) Cytokinesen
I langt de fleste tilfælde følger cytokinesen efter celledelingen. Her vil dattercellerne dele sig så der ikke er to kerner i en enkelt celle.